# Коломакский поселковый совет Харьковской области
Коломакский поселковый совет — входит в состав Коломакского района Харьковской области Украины.
Административный центр поселкового совета находится в пгт Коломак.

## История
- 1959 — дата образования.

## Населённые пункты совета
- пгт Коломак
- село Новоивановское

### Ликвидированные населённые пункты
- село Малая Кисовка
- село Терничкова Балка